# إعادة تأهيل نفسي

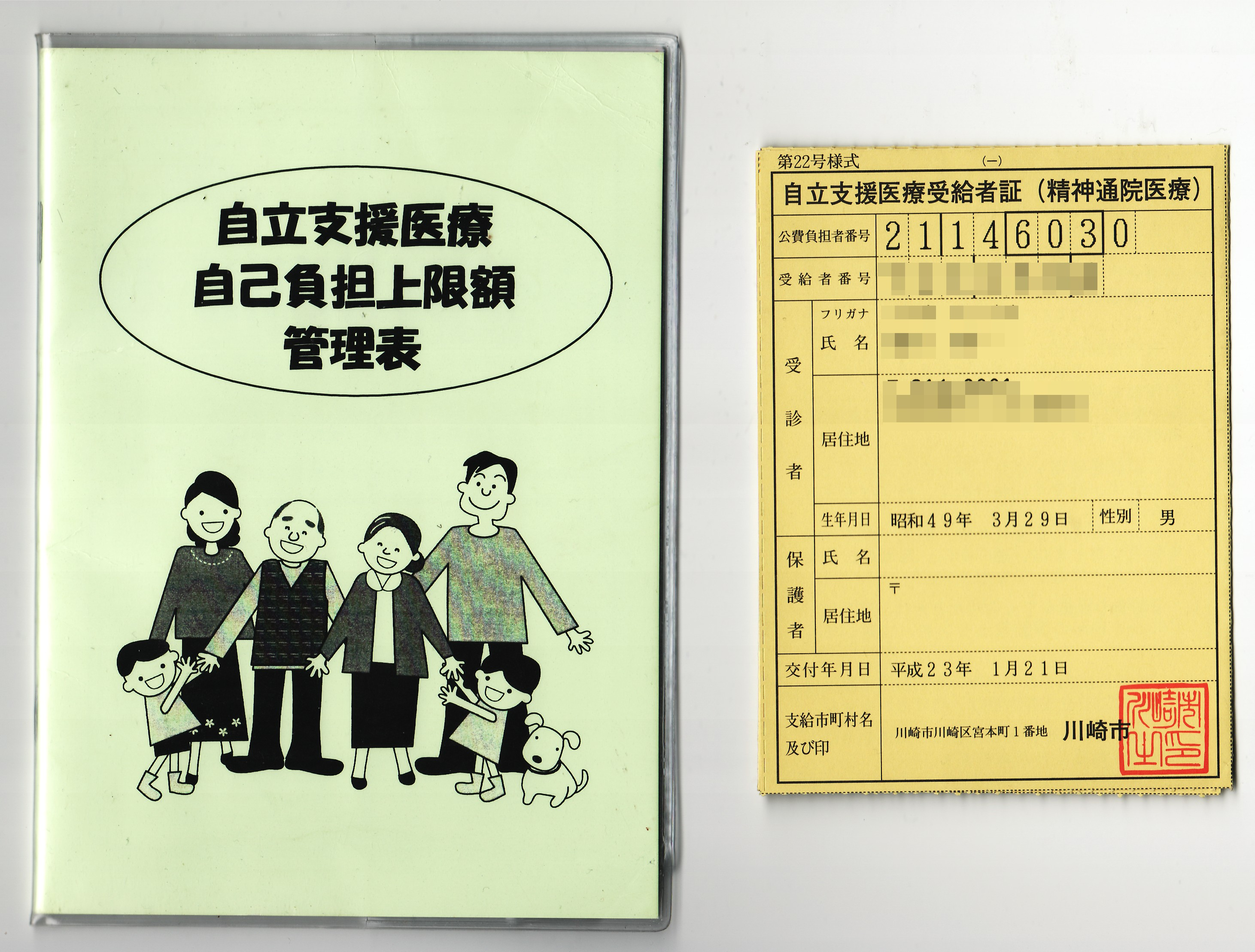

إعادة التأهيل النفسي، المعروفة أيضًا باسم إعادة التأهيل النفسي الاجتماعي، هي عملية استعادة الوظيفة الاجتماعية وصحة المريض المشخص باضطراب عقلي أو عاطفي ومن يمكن اعتباره مصابًا بالإعاقة النفسية.
يؤثر المجتمع على الطبيعة النفسية للفرد من خلال وضع عددٍ من القواعد والتوقعات والقوانين. تجرى أعمال إعادة التأهيل النفسي من خلال مستشاري إعادة التأهيل (وخاصة الأفراد المتعلِمون في مجال إعادة التأهيل النفسي)، والمستشارين المهنيين المرخصين (الذين يعملون في مجال الصحة العقلية)، ومستشاري أو متخصصي التأهيل النفسيين (الشركات الخاصة)، وحاملي درجتي الماجستير والدكتوراه على مستوى الجامعة، والمتخصصين ذوي الصلة في الصحة العقلية (الأطباء النفسيين والأخصائيين الاجتماعيين وعلماء النفس والمعالجين المهنيين)، والدعم المجتمعي أو العاملين في مجال الرعاية الصحية المتخصصين في الدعم المباشر في الولايات المتحدة (مثل مساعدي الطب النفسي).
يسعى هؤلاء العاملون إلى إحداث تغييرات في بيئة الشخص وقدرته على التعامل مع بيئته، وذلك لتسهيل حدوث التحسن في علاج الأعراض أو الكرب الشخصي ونتائج الحياة. وغالبًا ما تجمع هذه الخدمات بين العلاج الدوائي (الذي غالبًا ما يكون مطلوبًا للقبول في البرنامج)، والتدريب المستقل على المهارات الحياتية والاجتماعية، والدعم النفسي للمرضى وأسرهم، وتوفير السكن، وإعادة التأهيل المهني والتوظيف، والدعم الاجتماعي، وتعزيز العلاقات الاجتماعية وتوفير الأنشطة الترفيهية. إذ يُعتبر هذا مفتاحًا مهمًا للمهنيين لتكوين نظرة ثاقبة حول المرض، بمساعدة استعراض للأعراض الخاصة بالمريض وتوقعات سير المرض. غالبًا ما يكون هناك تركيز على تحدي وصمة العار والحكم المسبق لتمكين الاندماج الاجتماعي عند المريض، والعمل بشكل تعاوني من أجل تمكينه في المجتمع، بهدف تحقيق الشفاء التام في بعض الأحيان، يُعرف هذا الأخير على نطاق واسع باسم نهج أو نموذج استعادة العافية. استعادة العافية هي عملية وليس نتيجة، إنها رحلة شخصية تدور حول إعادة اكتشاف الذات من خلال تعلم التعايش مع المرض.

## تعريف
إعادة التأهيل النفسي ليست ممارسة بل مجال للدراسة أو تخصص أكاديمي، على غرار العمل الاجتماعي أو العلوم السياسية؛ تُعرف إعادة التأهيل النفسي أيضًا على أنها تخصص لإعادة التأهيل المجتمعي أو الطب الطبيعي. تتماشى إعادة التأهيل النفسي مع تطوير الدعم المجتمعي للمعهد الوطني للصحة العقلية الذي بدأ في السبعينيات من القرن الماضي، والذي يتميز بنهجه الصارم في إجراء الأبحاث والتدريب والمساعدة التقنية، ونشر المعلومات المتعلقة بالفئات الحرجة من المرضى (مثل الإعاقة النفسية) في الولايات المتحدة وجميع أنحاء العالم. هذا الحقل مسؤول عن تطوير واختبار نماذج جديدة من الخدمة المجتمعية لهذه الفئات.
تقدم جمعية إعادة التأهيل النفسي هذا التعريف لإعادة التأهيل النفسي:
«تعمل إعادة التأهيل النفسي على تعزيز الشفاء والاندماج الكامل للمجتمع، وتحسين نوعية الحياة للأشخاص الذين شُخصوا بأي حالة من حالات الصحة العقلية التي تُضعف بشكلٍ خطير قدرتهم على عيش حياة ذات مغزى. خدمات إعادة التأهيل النفسي تعاونية وموجهة وذات طابع فردي. هذه الخدمات هي عنصر أساسي في الرعاية الصحية والخدمات الإنسانية، ويجب أن تستند على الأدلة العلمية. يكون التركيز على مساعدة الأفراد لتطوير المهارات والوصول إلى الموارد اللازمة لزيادة قدرتهم على النجاح والرضا عن حياتهم، وعملهم، وتعلمهم، والبيئات الاجتماعية التي يختارونها».
أُضيف المصطلح إلى عناوين الموضوعات الطبية للمكتبة الوطنية الأمريكية للطب في عام 2016. وهناك، تُعرّف إعادة التأهيل النفسي بأنها:
«المجال المتخصص في تعزيز استعادة العافية، والوظائف الاجتماعية، وزيادة رفاهية الأفراد المصابين بالاضطرابات العقلية التي تضعف قدرتهم على عيش حياة ذات مغزى».

## نظرة تاريخية
من الستينيات والسبعينيات من القرن الماضي، أدت عملية إلغاء الطابع المؤسسي إلى قدرة الكثير من الأفراد الذين يعانون من مشاكل الصحة العقلية على العيش في مجتمعاتهم بدلًا من مؤسسات الأمراض العقلية. كانت الأدوية والعلاج النفسي الطريقتين الرئيسيتين للعلاج، مع القليل من الاهتمام في دعم وتيسير العمل اليومي والتفاعل الاجتماعي. كان للتدخلات العلاجية في كثير من الأحيان تأثير ضئيل على الحياة اليومية، والتنشئة الاجتماعية وفرص العمل. غالبًا ما كان هناك عقبات أمام الاندماج الاجتماعي في صورة وصمة العار والحكم المُسبق على المرضى.
ظهرت أعمال إعادة التأهيل النفسي بهدف مساعدة المرضى الذين يعانون من مشاكل الصحة العقلية على الاندماج الاجتماعي والاستقلال الذاتي. أصبح مصطلحا «إعادة التأهيل النفسي» و«التأهيل النفسي الاجتماعي» يُستخدمان بشكلٍ متبادل، كاسمين لنفس الممارسة الطبية. قد تُدمج هذه الطُرق أو تتعارض مع طرق مؤسسة حركة الناجين من الأمراض النفسية، بما في ذلك مفهوم خدمات المساعدة الشخصية التي يتحكم فيها المستخدم.
في الثمانينيات من القرن الماضي، قامت وزارة التعليم الأمريكية والمعهد الوطني لبحوث وتأهيل ذوي الإعاقة بمراجعة برنامج مركز أبحاث التأهيل والتدريب لتلبية الاحتياجات الجديدة في مجتمع الفئات السكانية الخاصة. كان المركز الرئيسي، المُسجل في السجل الفيدرالي، هو مركز أبحاث التأهيل وإعادة التأهيل في مجال الإعاقات النفسية (الذي مُنح لمركز وليام أنتوني في جامعة بوسطن). اعتبارًا من عام 2015، لا يزال المركز الرئيسي، إذ يقدم المساعدة على المستوى الوطني ويعمل كمركز رائد على المستوى الدولي.
مع تأسيس جمعية التأهيل النفسي الاجتماعي في كندا في عام 2004، غيرت المنظمة المهنية الدولية لخدمات إعادة التأهيل النفسي اسمها، لتصبح جمعية الولايات المتحدة لإعادة التأهيل النفسي، وأعادت توجيه تركيزها نحو استخدام «إعادة التأهيل النفسي». في عام 2013، أزالت جمعية الولايات المتحدة لإعادة التأهيل النفسي التسمية الوطنية من اسمها، ليصبح جمعية التأهيل النفسي.

## النظرية
الأساس النظري لإعادة التأهيل النفسي الاجتماعي ثم النفسي، هو دعم المجتمع باعتباره النظرية الأساسية؛ حتى تتماشى مع نظريات الاندماج والاندماج المجتمعي، والنظريات النفسية والاجتماعية، والنماذج التعليمية والتأهيلية. ترجع طبيعتها المتغيرة إلى التباين في التنمية والاندماج مع المجالات الأساسية الأخرى، مثل نظريات دعم الأسرة (لهذه الفئة من المرضى) التي طورت بالفعل نماذجها الخاصة المبنية على أدلة تعليم الوالدين.
يرتبط مفهوم إعادة التأهيل النفسي بمجال إعادة التأهيل المجتمعي، وبعد ذلك على الطب النفسي الاجتماعي ولا يعتمد على نموذج طبي للإعاقة أو مفهوم المرض العقلي الذي يرتبط غالبًا بمصطلح «الصحة العقلية». ومع ذلك، يمكن أن تتضمن أيضًا عناصر النموذج الاجتماعي للإعاقة كجزءٍ من مجال المجتمع المهني التقدمي. تطور المجال الأكاديمي بشكل متزامن مع تشكيل وكالات جديدة للصحة العقلية في الولايات المتحدة، والتي تقدم الآن خدمات الإسكان المدعومة.
تتبع مجلة التأهيل النفسي الاجتماعي، التي سُميت في ما بعد باسم مجلة التأهيل النفسي، تطور هذا المجال على مدى عدة عقود. ساهمت إعادة تخصص التأهيل النفسي الأكاديمي في تقديم نماذج جديدة من الخدمات مثل التعليم المدعوم، ونماذج تم التحقق من صحتها من مجالات أخرى (على سبيل المثال، العمالة المدعومة)، وقد طورت أول نماذج المعيشة المجتمعية في الجامعات للفئات التي تُعاني من «مرض عقلي شديد»، وطورت التدريب المؤسسي والمجتمعي والمساعدة التقنية، وطورت برامج الدرجات العلمية على مستوى الجامعات، وتوفر معاهد القيادة، وتعمل بشكل تعاوني على توسيع وتحديث النماذج القديمة مثل النوادي وخدمات التوظيف الانتقالية، من بين أمور أخرى.